# Phénix (revue d'échecs)
Pour les articles homonymes, voir Phoenix.
Phénix est une revue française dédiée aux problèmes d'échecs éditée par Denis Blondel.
Au départ, cette revue, créée en 1988, était une enveloppe permettant de regrouper la revue Rex Multiplex de Denis Blondel dédiée aux échecs féeriques et la revue Thèmes 64 plus centrée sur les problèmes orthodoxes et hétérodoxes, dont l'association les Amis du Problème d'échecs arrêtait l'édition.
Après deux ou trois ans, la poste française n'étant plus d'accord pour acheminer au même envoi deux revues qu'elle considérait comme distinctes, elles ont été fusionnées dans ce qui est le Phénix actuel.